# Tunku Abdul Malik
Tunku Abdul Malik ibni Sultan Badlishah (Anak Bukit, 24 settembre 1929 – Alor Setar, 29 novembre 2015) è stato un principe malese, Raja Muda di Kedah dal 1981 al 2015 e reggente del sultanato dal 1970 al 1975.

## Biografia
Tunku Abdul Malik nacque il 24 settembre 1929 presso l'Istana Anak Bukit di Anak Bukit e fu il secondo figlio del futuro sultano Badlishah e di Tunku Sofia binti Tunku Mahmud a sopravvivere all'infanzia. Badlishah era il settimo figlio del sultano Abdul Hamid Halim e fratello di Tunku Abdul Rahman, primo capo del Governo della Malesia. Suo padre venne nominato raja muda (principe ereditario) di Kedah nel 1935 e divenne sultano nel 1943.
Venne istruito presso la Titi Gajah Malay School, il Sultan 'Abdu'l Hamid College di Alor Setar e il Wadham College di Oxford.
Suo fratello maggiore, Tunku Abdul Halim, salì al trono nel 1958 alla morte del loro padre. Abdul Malik fu reggente del Kedah dal 1970 al 1975 durante il primo regno del fratello come Yang di-Pertuan Agong. Dato che Abdul Halim non ha figli maschi, nel 1981 lo designò suo erede e gli concesse il titolo di raja muda.

## Matrimonio
Tunku Abdul Malik sposò Tengku Raudzah Sultan Hisamuddin (29 settembre 1929 - 21 settembre 2015), figlia del sultano Hisamuddin di Selangor, il 16 luglio 1956 presso l'Istana Bukit Kota di Alor Setar. Dopo la nomina del marito a raja muda, Tengku Raudzah assunse il titolo di raja muda puan. Non ebbero figli.

## Morte
Tunku Abdul Malik morì di vecchiaia all'una del mattino del 29 novembre 2015 presso l'ospedale Sultana Bahiyah di Alor Setar. Fu sepolto nel mausoleo reale Langgar di Alor Setar.

## Albero genealogico
|                                                       |                                                 |                                                     | Genitori                                             |  |  | Nonni |  |  | Bisnonni                                      |  |  | Trisnonni                                         |  |
|                                                       |                                                 |                                                     |                                                      |  |  |       |  |  | Sultano Ahmad Tajuddin Mukarram Shah di Kedah |  |  | Sultano Zainal Rashid Al-Mu'adzam Shah I di Kedah |  |
|                                                       |                                                 |                                                     |                                                      |  |  |       |  |  | Sultano Ahmad Tajuddin Mukarram Shah di Kedah |  |  | Sultano Zainal Rashid Al-Mu'adzam Shah I di Kedah |  |
|                                                       |                                                 | Wan Maheran binti Dato’ Wan Muhammad Sadiq          |                                                      |  |  |       |  |  | Sultano Ahmad Tajuddin Mukarram Shah di Kedah |  |  |                                                   |  |
| Sultano Abdul Hamid Halim di Kedah                    |                                                 |                                                     |                                                      |  |  |       |  |  | Sultano Ahmad Tajuddin Mukarram Shah di Kedah |  |  |                                                   |  |
|                                                       |                                                 | Wan Hajar binti Dato’ Wan Ismail                    | Dato’ Wan Ismail bin Dato’ Sri Paduka Raja Laksamana |  |  |       |  |  |                                               |  |  |                                                   |  |
|                                                       |                                                 | Wan Hajar binti Dato’ Wan Ismail                    | Dato’ Wan Ismail bin Dato’ Sri Paduka Raja Laksamana |  |  |       |  |  |                                               |  |  |                                                   |  |
|                                                       |                                                 | Wan Hajar binti Dato’ Wan Ismail                    | Wan Jingga binti Dato’ Wan Muhammad Sadiq            |  |  |       |  |  |                                               |  |  |                                                   |  |
| Sultano Badlishah di Kedah                            |                                                 | Wan Hajar binti Dato’ Wan Ismail                    |                                                      |  |  |       |  |  |                                               |  |  |                                                   |  |
|                                                       |                                                 | Abdullah                                            | …                                                    |  |  |       |  |  |                                               |  |  |                                                   |  |
|                                                       |                                                 | Abdullah                                            | …                                                    |  |  |       |  |  |                                               |  |  |                                                   |  |
|                                                       |                                                 | Abdullah                                            | …                                                    |  |  |       |  |  |                                               |  |  |                                                   |  |
| Nai Sofiah binti Abdullah, una dama di Siam           |                                                 | Abdullah                                            |                                                      |  |  |       |  |  |                                               |  |  |                                                   |  |
|                                                       |                                                 | …                                                   | …                                                    |  |  |       |  |  |                                               |  |  |                                                   |  |
|                                                       |                                                 | …                                                   | …                                                    |  |  |       |  |  |                                               |  |  |                                                   |  |
|                                                       |                                                 | …                                                   | …                                                    |  |  |       |  |  |                                               |  |  |                                                   |  |
| Sultano Abdul Halim di Kedah                          |                                                 | …                                                   |                                                      |  |  |       |  |  |                                               |  |  |                                                   |  |
|                                                       | Sultano Ahmad Tajuddin Mukarram Shah di Kedah * | Sultano Zainal Rashid Al-Mu'adzam Shah I di Kedah * |                                                      |  |  |       |  |  |                                               |  |  |                                                   |  |
|                                                       | Sultano Ahmad Tajuddin Mukarram Shah di Kedah * | Sultano Zainal Rashid Al-Mu'adzam Shah I di Kedah * |                                                      |  |  |       |  |  |                                               |  |  |                                                   |  |
|                                                       | Sultano Ahmad Tajuddin Mukarram Shah di Kedah * | Wan Maheran binti Dato’ Wan Muhammad Sadiq *        |                                                      |  |  |       |  |  |                                               |  |  |                                                   |  |
| Tunku Mahmud bin Sultano Ahmad Tajuddin Mukarram Shah | Sultano Ahmad Tajuddin Mukarram Shah di Kedah * |                                                     |                                                      |  |  |       |  |  |                                               |  |  |                                                   |  |
|                                                       |                                                 | Tengku Cik Fatima binti Sultano ʻAli                | Sultano ʻAli Iskandar Shah di Johor                  |  |  |       |  |  |                                               |  |  |                                                   |  |
|                                                       |                                                 | Tengku Cik Fatima binti Sultano ʻAli                | Sultano ʻAli Iskandar Shah di Johor                  |  |  |       |  |  |                                               |  |  |                                                   |  |
|                                                       |                                                 | Tengku Cik Fatima binti Sultano ʻAli                | Cik Serimbuk binti Daeng Muhammad Amin               |  |  |       |  |  |                                               |  |  |                                                   |  |
| Tunku Sofia binti Tunku Mahmud                        |                                                 | Tengku Cik Fatima binti Sultano ʻAli                |                                                      |  |  |       |  |  |                                               |  |  |                                                   |  |
|                                                       |                                                 | Awang Ahmad                                         | …                                                    |  |  |       |  |  |                                               |  |  |                                                   |  |
|                                                       |                                                 | Awang Ahmad                                         | …                                                    |  |  |       |  |  |                                               |  |  |                                                   |  |
|                                                       |                                                 | Awang Ahmad                                         | …                                                    |  |  |       |  |  |                                               |  |  |                                                   |  |
| Hajjah Zainab binti Awang Ahmad                       |                                                 | Awang Ahmad                                         |                                                      |  |  |       |  |  |                                               |  |  |                                                   |  |
|                                                       |                                                 | …                                                   | …                                                    |  |  |       |  |  |                                               |  |  |                                                   |  |
|                                                       |                                                 | …                                                   | …                                                    |  |  |       |  |  |                                               |  |  |                                                   |  |
|                                                       |                                                 | …                                                   | …                                                    |  |  |       |  |  |                                               |  |  |                                                   |  |
|                                                       |                                                 | …                                                   |                                                      |  |  |       |  |  |                                               |  |  |                                                   |  |